# Arcedianói híd
A Mexikóban található arcedianói híd az amerikai földrész egyik, Latin-Amerika legelső függőhídja volt. Az eredeti híd már nincs meg, 2012-ben új helyen építették újjá. A híd a Guadalajara északkeleti részén található Barranca de Huentitán nevű völgy folyója fölött ível át.

## Története
Az eredeti híd 1894-ben épült Salvador Collado Jasso tervei alapján, aki számára európai hidak mellett a New York-i Brooklyn híd is például szolgált. Terhelhetőségét úgy tették próbára, hogy egyre több és több öszvért és szamarat hajtottak keresztül rajta, végül kiderült: elbírja azt is, ha 36 öszvér, 104 szamár és 6 hajcsár halad át a hídon. Az 1950-es években a régi híd megsemmisült: egy forrás szerint egy túl nagy tehéncsorda súlya alatt roskadt össze, más forrás szerint felrobbantották. Mindenesetre az 1952-ben épült új híd már nem hasonlított az eredetire.
2007 májusában a tervezett arcedianói víztározó gátjának építése miatt megkezdték a régi híd lebontását. Ez a gát 520 méter hosszú és 140 méter magas lett volna, a tározó a Santiago és a Verde folyókból származó 404 millió m³ víz befogadására lett volna képes. Azért tervezték, hogy az agglomeráció vízellátásában kiváltsák a Chapalai-tó szerepét. Az építkezés végül nem valósult meg, de a hidat lebontották, ezért 2011 májusában 700 méterrel az eredeti helyénél lejjebb elkezdtek egy új, az eredetivel lényegében megegyező kinézetű hidat építeni. A munkálatok, amelyek során igyekeztek az eredeti, 19. század végi anyagokat és technológiát felhasználni, 2012 végére fejeződtek be. A költségek 20 millió pesót tettek ki.